# Colégio Tiradentes da Polícia Militar
O Colégio Tiradentes da Polícia Militar é uma instituição militar de ensino pública, localizada em várias cidades do estado de Minas Gerais, sendo estadual, embora seja administrada pela Polícia Militar de Minas Gerais e não pela Secretária de Educação.

## História
Em 16 de março de 1949, ingressou na Polícia Militar de Minas Gerais, na cidade de Barbacena, como soldado, o Coronel QOR Argentino Madeira. À época observara que nenhum integrante da Polícia Militar estudava no Colégio Estadual de sua cidade, que abrigava somente as elites locais. Incomodava também ao jovem militar, o baixo nível cultural dos instrutores, mesmo quando a instrução era especificamente militar.
Em 1978, após concluir o Curso de Formação de Oficiais, o aspirante Argentino Madeira retornou a Barbacena e fundou no 9º BPM a Escola Regimental, onde ministrava aulas. Ainda em 1946, já transferido para Belo Horizonte e servindo no EMPM, se matriculou na Faculdade de geografia. Neste período a ideia de criação de um ginásio destinado aos servidores da PM e seus dependente começou a tomar consistência, embora muito combatida. Mas o Tenente Argentino Madeira contava com o apoio de vários oficiais da PM, dentre eles Manoel de Almeida, José Gonçalves, Waldir Fourreaux e Jacinto do Amaral.
Com promulgação da Lei Nº. 480, de 10/11/49, pelo Governador Milton Soares Campos, foi criado no Departamento de Instrução (DI), em Belo Horizonte, o Ginásio Tiradentes da Polícia Militar. Esta conquista foi fruto do esforço e ideal de alguns oficiais, especialmente o Aspirante PM Argentino Madeira, com a colaboração de toda Corporação.
O objetivo era oferecer educação escolar aos militares e seus dependentes. Estava dado o primeiro e mais importante passo, pois, em 1951 o Ginásio Tiradentes foi transformado em “Colégio Tiradentes”. Seu primeiro diretor foi o professor e advogado Carlos Porfírio dos Santos, sucedido pelo tenente Argentino Madeira, hoje Coronel PM QOR, que permaneceu no cargo até 28/06/71, dedicando duas décadas de relevantes serviços à comunidade escolar.

## Unidades
Juiz de Fora, Barbacena, Diamantina, Governador Valadares, Argentino Madeira (Belo Horizonte), Nossa Senhora das Vitórias, Minas Caixa, Gameleira, Contagem, Betim, Montes Claros, Patos de Minas, Itabira, Ipatinga, Manhuaçu, Bom Despacho, Lavras, Passos, Teófilo Otoni, Pouso Alegre, Ubá, Uberaba, Uberlândia, Vespasiano e em vias de implantação unidades de Divinópolis, Caiçaras (Belo Horizonte) e uma nova unidade em Contagem a partir de fevereiro de 2016. E em Curvelo, Sete Lagoas e São João del-Rei a partir de 2017.

## Qualidade de Ensino
Na atualidade o ensino do colégio tem reconhecimento federal, por sua excelência em resultados de provas nacionais como o ENEM (Exame Nacional do Ensino Médio). Em Belo Horizonte, sempre tem todas as suas unidades entre as 10 melhores escolas públicas, tanto do Ensino Fundamental (Ideb), quanto no Ensino Médio (ENEM).

## Critérios de avaliação

### Pontuação
O ano letivo é dividido em três etapas:
1ª Etapa: 30 pontos Média: 18
2ª Etapa: 35 pontos Média: 21
3ª Etapa: 35 pontos Média: 21
Frequência de no mínimo 75% das aulas dadas

## Provas

### Ensino Médio
Primeira etapa: 2 Prova mensal 
Segunda etapa: 2 Provas mensais e 1 Simulado 
Terceira etapa: 2 Provas mensais e 1 Simulado. 

## Hino
Letra: Olavo Bilac
Música: João Soares de Souza

Ouve, ó Mártir, teu nome exaltado,

Este canto de amor e de paz!

Nesta casa, teu sonho, brilhando,

Ganha corpo, e verdade, se faz!

Salve, Herói o teu sangue sagrado,

Abençoou, fecundou este chão...

Deste chão por teu sangue regado,

Almas livres ao sol brotarão!

Mártir sublime da verdade,

Do teu exemplo é que nos vem,

A paz, o estudo e a liberdade,

Os frutos da Árvore do bem! (BIS)

A semente que à terra lançaste,

Hoje é tronco frondoso e viril...

Estes filhos da terra que amaste

Como tu hão de amar o Brasil!

Em memória de tua tortura.

O teu nome ao povir nos conduz...

Tiradentes teu nome perdura

Neste tempo do estudo da luz.

Mártir sublime da verdade,

Do teu exemplo é que nos vem,

A paz, o estudo e a liberdade,

Os frutos da Árvore do bem! (BIS)

### Obras Notáveis
- Ao final de 2001, foi inaugurado um novo anexo, pois antes o espaço era pequeno para tantos alunos.
- No ano de 2012, foi iniciadas obras para a reforma de partes da unidade Argentino Madeira.

### Composição
- 1 - Auditório;
- 2, Quarenta e quatro salas de aula, para cerca de cento e noventa professores e três mil e seiscentos alunos;
- 4 - Quadra coberta para Futsal, Vôlei, Basquete e Handebol;
- 5 - Cantina;
- 6 - Quadra grande fechada para Futsal e Handebol;
- 7 - Piscina;
- 8 - Quadra pequena aberta para Futsal, Vôlei,  Basquete, e Handebol;
- 9 - Quadra pequena aberta para Futsal, Vôlei e Handebol;
- 10 - Ginásio poliesportivo para Futsal, Vôlei, Basquete e Handebol.

*Será implementada em 2018

### Esportes
Esta unidade conta com equipes masculinas e femininas de Futsal e Handebol e também uma equipe mista de atletismo. Há time de voleibol, xadrez e natação (paga) nessa unidade.